# Tod Machover
Tod Machover (Mount Vernon, 24 novembre 1953) est un compositeur, violoncelliste et chef d'orchestre. Il est un innovateur dans l'application de la technologie à la musique. Il est le fils de Wilma Machover, une pianiste et Carl Machover, un chercheur en informatique.

## Carrière
En 1971, il fréquente l'Université de Californie à Santa Cruz où il étudie le violoncelle et reçoit son Baccalauréat et master musical de la Juilliard School de New York où il étudie la composition avec Dallapiccola (1973), Roger Sessions (1973–1975) et Elliott Carter (1975–1978). Il est violoncelle principal du Canadian Opera Company (1975–1976), avant d’entamer ses études de doctorat également à la Juilliard school. Il est invité en tant que compositeur en résidence au nouvel Institut de Recherche et Coordination Acoustique/Musique (IRCAM) fondé par Pierre Boulez, en 1978. Il est nommé directeur de la recherche musicale à l'IRCAM entre 1980 et 1984. Il rejoint en 1985, la faculté du laboratoire des nouveaux médias de l'Institut de Technologie du Massachusetts (MIT) où il est professeur de musique et des médias et directeur de l'Experimental Media Facility. 
Actuellement professeur de musique et des médias au MIT Media Lab, il est à la tête du Laboratoire du groupe Hyperinstruments/Opéra de l'Avenir et a été codirecteur de Things That Think (TTT) et Toys of Tomorrow (TOT) consortiums depuis 1995. En 2006, il est nommé professeur de composition à la Royal Academy of Music de Londres. Tod Machover a composé des œuvres importantes pour Yo-Yo Ma, Joshua Bell, Matt Haimovitz, le Quatuor Ying, le Boston Pops orchestra, l'orchestre philharmonique de Los Angeles, Penn & Teller et de nombreux autres, ainsi que conçu et mis en place divers systèmes interactifs pour la scène pour Peter Gabriel et Prince. Machover a prononcé un discours à la conférence de NIME-02, la deuxième conférence internationale sur New Interfaces for Musical Expression (Nouvelles interfaces pour l'expression musicale), qui s'est tenu en 2002 à l'ancien Media Lab Europe, à Dublin, en Irlande. Il donne fréquemment des conférences dans le monde entier. Machover est l'un des finalistes pour l'édition 2012 du Prix Pulitzer de la musique pour son opéra « Death and the Powers ».

## Histoire
À l'automne de 1978, Tod Machover arrive à l'IRCAM de Paris et découvre le synthétiseur numérique de Giuseppe di Giugno version 4. Light est créée au festival de Metz en novembre 1979, à l'aide de la 4C, le cerveau d'enfant, conception de di Giugno : un « synthétiseurs doit être fait pour les musiciens, pas pour les gens qui les font » (Electric Sound, p. 181). En 1981, il compose Fusione Fugace pour le l'interprétation en solo avec un synthétiseur numérique en temps réel, appelé machine 4X. À l'IRCAM en 1986 et 1987, il est motivé pour une partition pour clavier et duo de percussion, avec l'accent sur l'extension de leurs interprétations dans de nombreuses couches de sons complexes. Il compose Valis, de nouveau à l'aide du système  4X de di Giugno pour les processus vocaux. Cette volonté d'améliorer les performances humaines préfiguration de son concept de l'hyperinstrument, dont le terme est inventé en 1986. Au Media Lab du MIT, il développe des méthodes pour prendre de nombreuses mesures sophistiquées de l'instrument et de l'expression de l'interprète. Il s'est concentré sur les moyens d'accroître les instruments à clavier, les percussions, les cordes, même le geste de direction, avec l'objectif de développer et de mettre en œuvre de nouvelles technologies afin d'élargir la fonction des instruments de musique et de leurs interprètes. Il a propulsé à l'avant-garde de la recherche dans le domaine de l'interprétation musicale et de l'interaction à l'aide de la création musicale et de ressources technologiques. Initialement concentré sur l'amélioration de l'interprétation virtuose, la recherche s'est élargie dans le sens de la construction sophistiquée interactive des instruments de musique pour les non-musiciens professionnels, les enfants et tout public.

## Hyperinstruments

### Hyperviolon
En gros, avec un violon électrique, la sortie audio fournit la matière première de la technique d'analyse et de synthèse du timbre en temps réel. Couplée avec un archet amélioré (voir Hyperbow, hyperarchet), sont mesurées à la fois des propriétés de la sortie audio de l'instrument et de l'archet, le geste de l'instrumentiste et créer des données qui contrôlent les aspects du son amplifié résultant.

### Hypervioloncelle
En plus de la pression de l'archet et du contact des cordes, les mesures du poignet et les indicateurs de position de doigté de la main gauche, sont créées des mesures qui sont évaluées et traitées en réponse à l'interprétation.

### Hyperarchet
Les paramètres de l'archet (vitesse, force, position) sont mesurés et les données sont traitées afin de créer une interaction entre les propriétés de l'interprétation et la sortie audio. Différents types ou styles d'archet créent des calculs complexes qui sont propices au jeu et à la manipulation des structures plus importantes et formes compositionnelles.

### Hyperpiano
Les données MIDI générées par l'instrumentiste sur un Disklavier Yamaha sont manipulées par divers processus sur Max/MSP comme accompagnement et augmentation du jeu au clavier.
D'autres projets concernent l'hyperchaise, la baguette-digital...

## Récompenses
- Chevalier de l'Ordre des Arts et des Lettres, France (1995)[1]
- DigiGlobe Prize in Interactive Media, Germany (1998)
- Telluride Tech Festival Award of Technology and the Ray Kurzweil Award of Technology in Music, USA (2003)
- Charles Steinmetz Prize from IEEE and Union College, États-Unis (2007)
- Prix Pulitzer en musique, finaliste pour « Death and the Powers » (2012)
- Prix Kennedy Center for the Performing Arts, pour la défense des Arts (2013)
- 2016 Composer of the Year, Musical America

## Œuvres

### Compositions
- Ye Gentle Birds (1979) pour soprano, mezzo-soprano et ensemble à vent
- Fresh Spring (1977) pour baryton solo et grand ensemble de chambre
- With Dadaji in Paradise (1977-'78, rev. 1983) pour Violoncelle seul
- Two Songs (1978) pour soprano et ensemble de chambre
- Concerto pour guitare amplifiée (1978) et grand ensemble de chambre
- Deplacements (1979) pour guitare amplifiée et bande informatique
- Light (1979) pour orchestre de chambre et ordinateur
- Soft Morning, City! pour soprano, contrebasse et bande informatique
- Winter Variations (1981) for large chamber ensemble
- String Quartet No. 1 (1981)
- Fusione Fugace (1981-'82) for keyboard, two specialized interfaces, and live 4X digital synthesizer
- Chansons d'Amour (1982) for solo piano
- Electric Etudes (1983) for amplified cello, live and pre-recorded computer electronics
- Spectres Parisiens (1983-'84) pour flûte, cor, violoncelle, orchestre de chambre et informatique
- Hidden Sparks (1984) pour violon seul
- Famine (1985) pour quatre voix amplifiées et ordinateur générant des sons
- Desires (1985-'89) pour orchestre symphonique
- Nature's Breath (1988-'89) pour orchestre de chambre
- Towards the Center (1988-'89) pour flûte amplifiée, clarinette, violon, violoncelle, clavier électronique et percussion, avec cinq hyperinstruments électroniques
- Flora (1989) pour soprano préenregistrée et ordinateur générant des sons
- Bug Mudra (1989-'90) for two guitars (electric and amplified-acoustic), electronic percussion, conducting dataglove, and interactive computer electronics
- Begin Again Again … (1991) for Yo-Yo Ma and hypercello Hyperstring Trilogy
- "Song of Penance" (1992) for hyperviola and chamber orchestra Hyperstring Trilogy
- "Forever and Ever" (1993) for hyperviolin and orchestra Hyperstring Trilogy
- Hyperstring Trilogy (1991-'93, rev. 1996-'97) for hypercello, hyperviola, hyperviolin and chamber orchestra « Hyperstring Trilogy »(Archive.org • Wikiwix • Archive.is • Google • Que faire ?)
- Bounce (1992) for hyperkeyboards, Yamaha Disklavier Grand piano and interactive computer electronics
- He's Our Dad (1997) for soprano, keyboard and computer-generated sound
- Meteor Music (1998) interactive installation Meteorite Museum
- "Sparkler" (2001) for orchestra and interactive computer electronics Sparkler
- "Toy Symphony" (2002/3) for hyperviolin Children's Chorus, Music Toys, and Orchestra Toy Symphony
- "Mixed Messiah" (2004), a 6-minute remix of Handel's Messiah Mixed Messiah
- "I Dreamt A Dream" (2004) pour jeune chorale, piano et électronique
- "Sea Soaring" (2005) pour flûte, électronique et interaction en directe du public Music Garden
- ...but not simpler... (2005) Not Simpler
- Jeux Deux (2005) pour hyperpiano et orchestre Jeux Deux
- Another Life (2006) pour neuf instruments et électronique
- "VinylCello" (2007) pour violoncelle amplifié, DJ et électronique en directe
- "Spheres and Splinters" (2010) pour hypervioloncelle, reproduction audio spatialisée et visuels Spheres and Splinters
- "Open up the House" (2013) pour soprano et piano National Opera Center America
- A Toronto Symphony: Concerto for Composer and City (2013) pour orchestre et électronique composée avec les citoyens de Toronto A Toronto Symphony
- Festival City (2013) pour orchestre et électronique composé avec le public, pour le Festival international d'Édimbourg
- Between the Desert and the Deep Blue Sea: A Symphony for Perth (2014) pour orchestre et électronique composé avec le public, pour the Perth International Arts Festival
- Breathless (2014) pour flûte, orchestre et électronique Bemidji Symphony Orchestra
- Time and Space (2015) pour orchestre, inspiré d'un essai de Michel de Montaigne
- A Symphony for Our Times (2015) pour piano et orchestre enregistré et électronique, pour la fin du spectacle du Forum économique mondial rencontre annuelle en 2015
- Restructures (2015) pour deux pianos et électronique, hommage à Pierre Boulez création au festival de Lucerne 2015
- Eine Sinfonie für Luzern (2015) pour orchestre et électronique, création avec le public pour le festival de Lucerne 2015
- Fensadense (2015) pour dix musiciens et hyperinstruments avec électronique en temps réel, création au festival de Lucerne en 2015
- « Symphony in D » (2015) pour orchestre, voix, artistes supplémentaires et électronique, création par l'Orchestre symphonique de Detroit

## Opéras
- Valis : un opéra en deux parties (1987) (OCLC 19489388) adapté du roman de Philip K. Dick, VALIS
- Brain Opera (1996), un original, d'une expérience musicale interactive qui comprend les contributions de fois sur les participants en ligne et en direct des audiences. Il fait des tournées en Europe, en Asie, aux États-unis et Amérique du Sud, de 1996 à 1998 et a été installé de façon permanente à Vienne, la Maison de la Musique dans le printemps de l'an 2000.
- Résurrection (de 1999 à Houston Grand Opera avec Joyce DiDonato) (sur la base du dernier roman de Léon Tolstoï)
- Skellig (2008), un opéra adapté du roman du même nom de David d'Amande
- Death and the Powers (2010), opéra avec l'électronique en direct et robotique développée par le M. I. T. Media Lab. Livret de Robert Pinsky Powers

### Articles
- (en) « Hyperinstruments: a Composer's Approach to the Evolution of Intelligent Musical Instruments », Cyberarts, éd. L. Jacobson (San Francisco, 1992), p. 67–76
- (en) « Brain Opera », dans Memesis: the Future of Evolution, Linz 1996, éd. G. Stocker et C. Schöpf (Vienne et New York, 1996), p. 300–309
- (en) « Shaping Minds Musically », BT Technology Journal, vol. 22, no 4,‎ octobre 2004 (lire en ligne [PDF])